# Trichiura
Trichiura là một chi bướm đêm trong họ Lasiocampidae. Chi này có các loài sau:
- Trichiura crataegi
- Trichiura castiliana
- Trichiura verenae
- Trichiura ilicis
- Trichiura mirzayani

## Hình ảnh

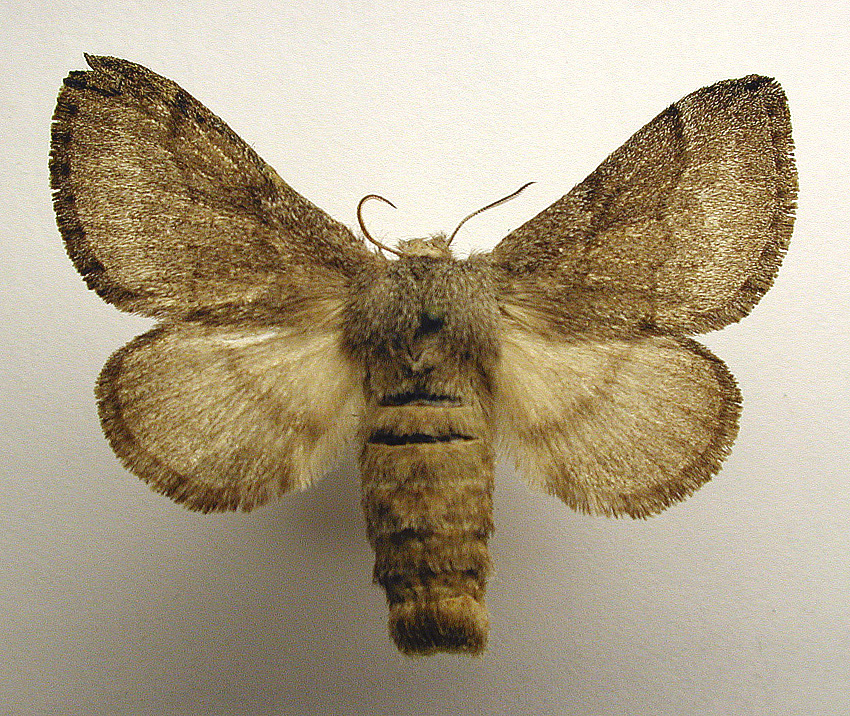